# Alger de Liège
Alger de Liège (Liège, 1055 — Abadia de Cluny, 1132), também conhecido como Alger de Cluny e Algerus Magister, foi um clérigo e canonista de Liège, que viveu na primeira metade do século XII.

## Biografia
Foi o primeiro diácono da igreja de São Bartolomeu em sua terra natal, Liège e foi então nomeado (c. 1100) para a Catedral Notre-Dame-et-Saint-Lambert. Ele recusou as ofertas de bispos alemães e finalmente se retirou para o mosteiro de Cluny, onde morreu em uma idade alta, deixando para trás uma sólida reputação de piedade e inteligência.

## Obras
Sua Histoire de l'Église de Liège, e muitos outros trabalhos, estão perdidos. Os mais importantes desses ainda existentes são:
1. De Misericordia et Justitia (Da Misericórdia e Justiça), uma coleção de trechos bíblicos e ensinamentos dos Pais da Igreja, com comentários (um trabalho importante para a história do direito e disciplina da Igreja), que pode ser encontrado na Anecdota de Martène, vol. v.
2. De Sacramentis Corporis et Sanguinis Domini; um tratado, em três livros, contra as heresias berengarianas, muito elogiado por Pedro de Cluny e Erasmo.
3. De Gratia et Libero Arbitrio; encontrado na Anecdota, vol. iv, de Bernard Pez.
4. De Sacrificio Missae; encontrado na Collectio Scriptor. Vet. de Angelo Mai, vol. ix. p. 371.

Ver Migne, Patrol Ser. Lat. vol. clxxx. col. 739-.972; Herzog-Hauck, Realencyk. für prot. Theol., art. por SM Deutsch.